# Arxiota

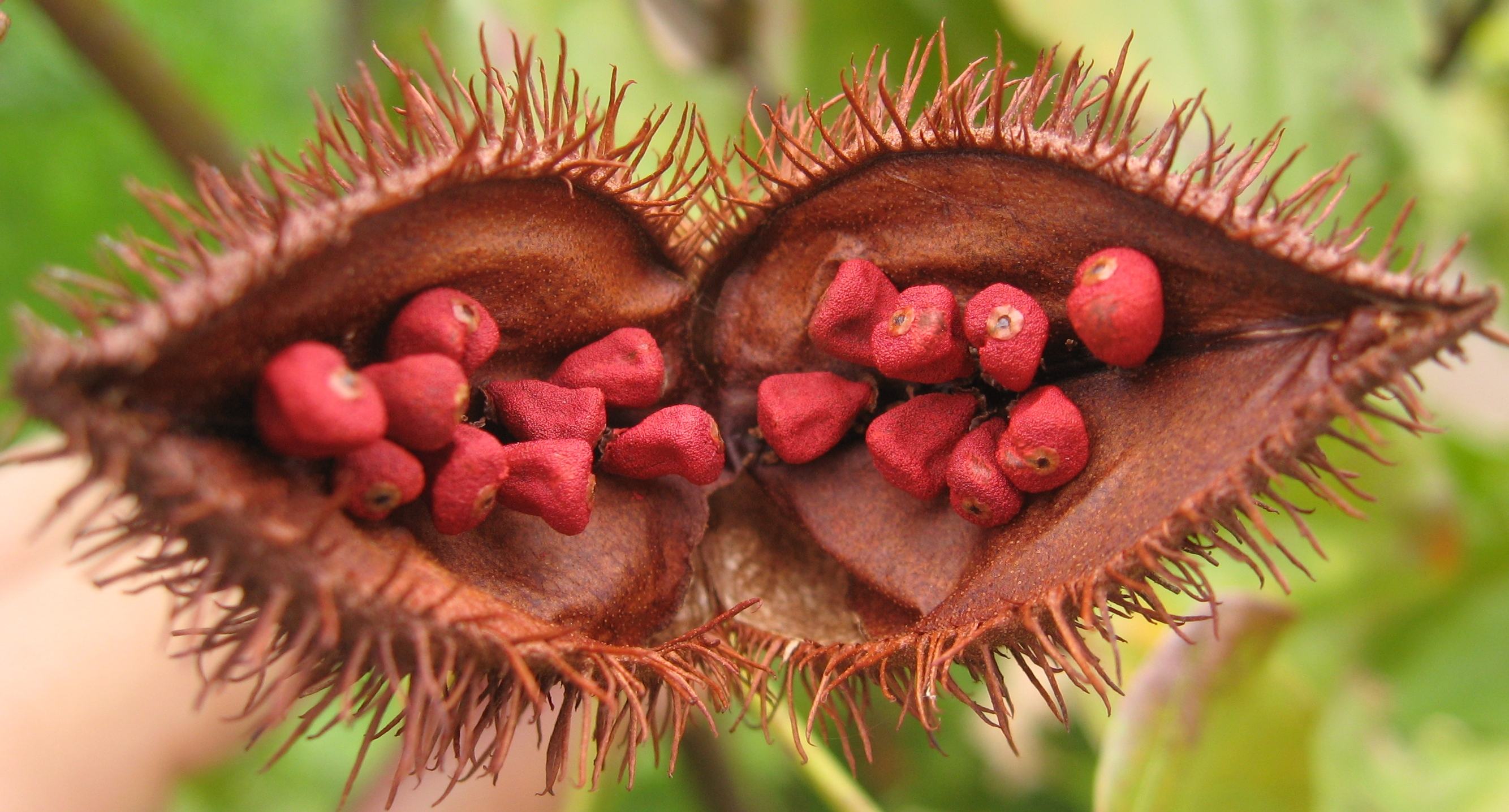
Fruit obert de l'arbre bixa (Bixa orellana), mostrant les llavors de les quals se n'extreu l'arxiota; fotografiat a Campinas, Brasil (gener de 2009)

Arxiota, de vegades anomenat també roucou o annato, és un derivat dels arbres Bixa que creixen en regions tropicals d'Amèrica, usades per a produir un colorant alimentari de color groc a taronja i també com saboritzant. La seva aroma es pot descriure com lleugerament de pebre amb un toc de nou moscada.
El colorant de l'arxiota es fa del seu pericarpi vermellós o de la polpa que envolta la llavor de les bixa (Bixa orellana L.). Es fa servir de colorant en molts formatges (per exemple el cheddar, gloucester, gouda i brie), la margarina, mantega, arròs, gelats, i peix fumat. Encara que sigui un colorant d'un aliment natural s'han presentat casos d'al·lèrgies.
L'arxiota es fa servir a la gastronomia d'Amèrica llatina i el Carib a la vegada com a colorant i saboritzant. Els natius d'Amèrica central i del Sud l'empren com pintura corporal i barres de llavis.

## Història
El nom científic de Bixa orellana L. és en record de l'explorador espanyol Francisco de Orellana que va explorar el riu Amazones.
Es creu que l'arxiota es va originar al Brasil. Els antics asteques li van donar el nom d'achiotl, i al segle xvi els mexicans el feien servir per pintar els manuscrits.

## Usos

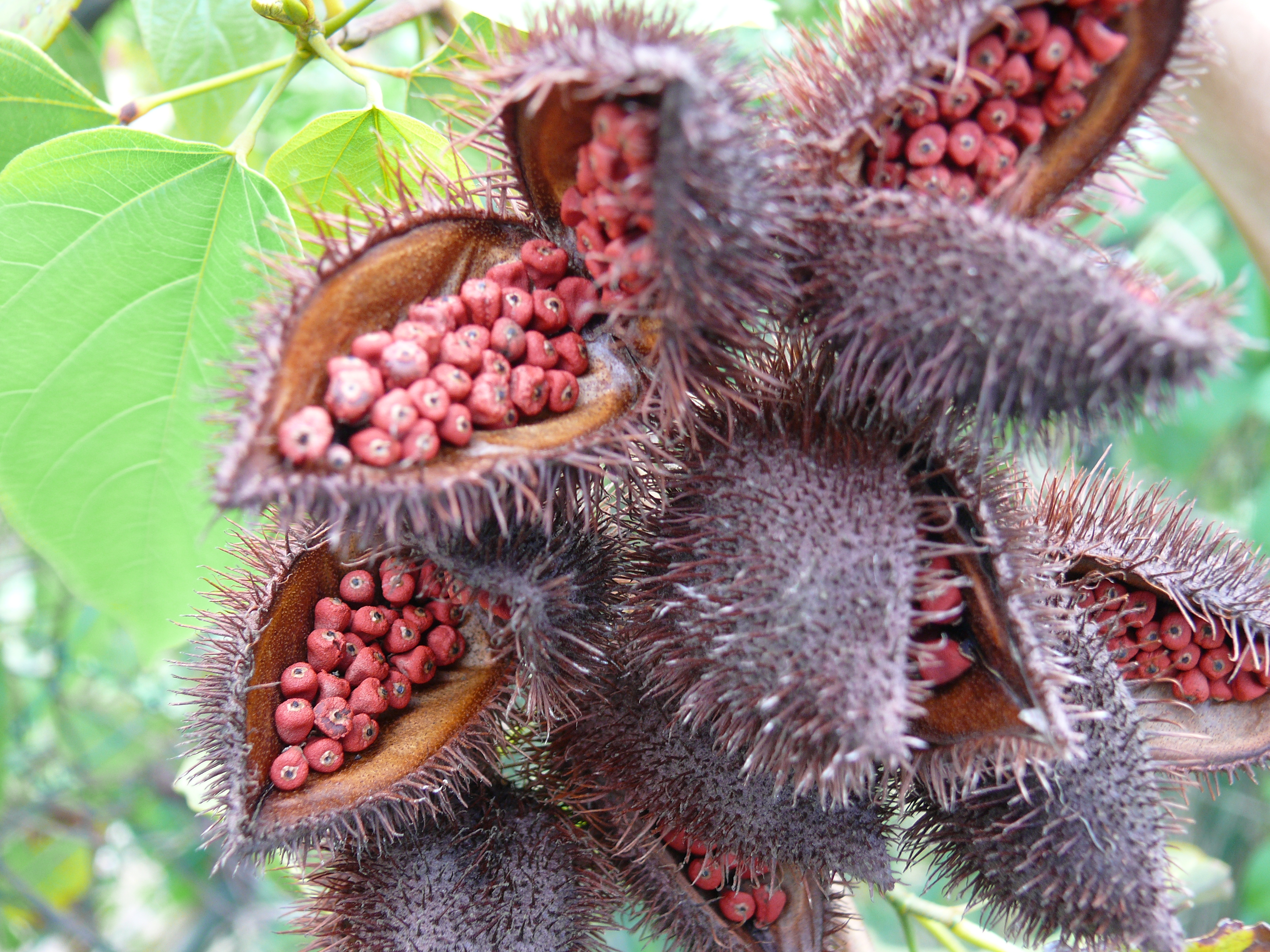
Tavelles de Bixa orellana fotografiades a Kourou, Guaiana francesa l'octubre de 2006.

L'arxiota ha tingut molts usos a Amèrica incloent els de colorant alimentari, pintura corporal, tractament contra malalties cardíaques i malestar de l'estómac, crema solar i repel·lent d'insectes.
En moltes receptes llatinoamericanes es fa servir arxiota en plats d'origen espanyol que originalment portaven el safrà. Al Brasil, tant l'arxiota com la bixa es diuen urucum, i també colorau.

### Colorant alimentari
Com a colorant alimentari l'arxiota té el codi E E160b. La part soluble en greix de l'extracte cru es diu bixina, la part soluble en aigua es diu norbixina, i les dues tenen el mateix codi E que l'arxiota.

## Precaucions
Segons la WebMD, "l'arxiota és segur per la majoria de persones quan es fa servir en quantitats alimentàries. No se sap si l'arxiota és segur com a medicina"; ja que pot afectar el nivell de sucre de la sang" si es fa servir s'hauria de deixar de prendre "com a mínim dues setmanes" abans d'una intervenció de cirurgia. La WebMD també demana precaucions, ja que es desconeix si afecta l'embaràs i l'alletament i que "pot causar al·lèrgia en persones sensibles"